# Saul Perlmutter
Saul Perlmutter (n. 22 septembrie 1959, Champaign⁠(d), Illinois, SUA) este un astrofizician evreu american, laureat al Premiului Nobel pentru Fizică în anul 2011. Perlmutter a primit jumătate din premiu, cealaltă jumătate fiind acordată lui Adam G. Riess și Brian P. Schmidt, toți trei fiind recompensați pentru descoperirea expansiunii accelerate a Universului prin observarea supernovelor îndepărtate.